# Ларькино (Архангельская область)
Ларькино — деревня в Лешуконском районе Архангельской области. Входит в состав Вожгорского сельского поселения (муниципальное образование «Вожгорское»).

## Географическое положение
Деревня расположена на правом берегу реки Мезенская Пижма, правом притоке реки Мезень. Расстояние до административного центра Вожгорского сельского поселения, села Вожгора, составляет 34 км по прямой, или 41 км пути на автотранспорте по проселочной дороге.

## Население
| Население                            | на 1 января 2023 года |
| ------------------------------------ | --------------------- |
| В возрасте до 16 лет                 | 0                     |
| Трудовые ресурсы (из них работающих) | 0                     |
| Пенсионеры                           | 0                     |
| Всего                                | 0                     |
| Прибыло / выбыло (за год)            | 0 / 0                 |
| Родилось / умерло (за год)           | 0 / 0                 |

## Инфраструктура
Жилищный фонд посёлка составляет 1,1 тыс. м², покинутые и пустующие дома — 100% от общей площади жилищного фонда. Объекты социальной сферы на территории населённого пункта отсутствуют.